# Фестиваль граната
Фестиваль граната (перс. جشنواره انار‎) — так называется в Иране фестиваль «сто зёрен рубина», проводимый по стране в середине ноября.
Принимая во внимание, что это мероприятие носит праздничный характер, по причине совпадения его с месяцем мухаррам он в 2013 и 2014 гг. не проводился.
На этом мероприятии садоводы, производители, частные компании и многие другие представители различных профессий устанавливают павильоны, украшая их особым образом, символизирующим гранат.
В рамках фестиваля народ совершает покупки, посещает организованные театральные постановки и имеет возможность увидеть предметы ручного промысла. Для посетителей фестиваля это мероприятие зачастую предполагает возможность купить продукцию садоводов по сниженным ценам.
Этот фестиваль проводится ежегодно. Гранат для иранцев очень важный символ, поскольку, согласно их древним поверьям, он символизирует чистоту и в соответствии с религиозными убеждениями это райский фрукт.
В 2016 году фестиваль прошёл в Тегеране. На него приехали крестьяне и садоводы из провинций Маркязи, Кум, Йезд, Фарс, предоставив свои продукты покупателям без посредников и по сниженным ценам. Вообще, значение фестиваля обусловливается тем, что Иран занимает первое место в мире по производству гранатов. Всего в стране зарегистрировано 740 видов гранатов, из которых более 500 видов приходится на шахрестан Саве в провинции Маркязи. Первое же место по объёму производства занимает остан Фарс с 260 тыс. тонн урожая гранатов в год.

## Особенности проведения Праздника граната
Корни и истоки современного фестиваля уходят в традиционный Праздник граната. Место проведение праздника — крупный иранский город Саве неподалеку от Тегерана. Он выбран потому, что именно там растут самые лучшие гранаты в стране. Местные жители отмечают «Праздник гранатов» — церемонию благодарения за урожай. Сельское население, которое выращивает гранат, делает символическое снятие его урожая. Начало праздника — рассвет в пятницу. Человек, называемый пакаркярпи, охранявший в данный год сады гранатов, вскрикивает «Ялла» (О, Боже!). Всё сельское население тогда идёт в сады для помощи в собирании гранатов, а сам этот весёлый праздник заканчивается на закате. Праздник, как и фестиваль, привлекает значительное число туристов.